# Epoca (calendario)
In cronologia il termine epoca (dal latino epŏcha, a sua volta dal greco antico ἐποχή, epoché, con significato di «punto di fermata», o «di svolta») è un punto fisso nella successione del tempo, solitamente segnato da un avvenimento particolarmente memorabile, dal quale si comincia a contare lo scorrere del tempo di una determinata era (sicché di questa è sostanzialmente sinonimo).

## Uso del termine
Il vocabolo trova applicazione in diversi settori:
- l'epoca di un calendario è la data da cui inizia il conteggio degli anni secondo una particolare era del calendario. Si veda questa voce per avere esempi di ere del calendario e del corrispondente "evento epocale", che ha indotto a stabilire l'epoca di quell'era. Lo stretto rapporto fra epoca ed era ha determinato nel linguaggio comune il prevalere di significati erronei del termine epoca, sovrapposti al significato di era:
  - l'epoca intesa come un vasto periodo di tempo contenuto fra due momenti precisi e che identifica un periodo storico (per esempio l'epoca romana, l'epoca dei grandi navigatori, l'epoca delle scoperte scientifiche);
  - nel linguaggio comune può significare tempo (per esempio all'epoca dei miei studi, all'epoca in cui Napoleone era Imperatore).
- in informatica, invece, l'epoca concorre a definire il tempo di sistema del computer. La granularità del tempo può essere basata sui nanosecondi, sui secondi o su unità di tempo maggiori. Date antecedenti l'epoca prescelta sono indicate con numeri negativi. Per esempio in Unix il tempo si misura in secondi trascorsi dall'epoca del primo gennaio 1970 00:00:00 UT, trascurando i secondi intercalari. Nei sistemi che implementano Windows API, invece, l'unità di tempo corrisponde a 100 nanosecondi e l'epoca adottata è il primo gennaio 1601 00:00:00 UT, data d'inizio di un ciclo di 400 anni del calendario gregoriano. Il tempo trascorso può essere fornito anche in date del calendario gregoriano (per date anteriori l'epoca si usa il calendario gregoriano prolettico).